# Battle dress uniform

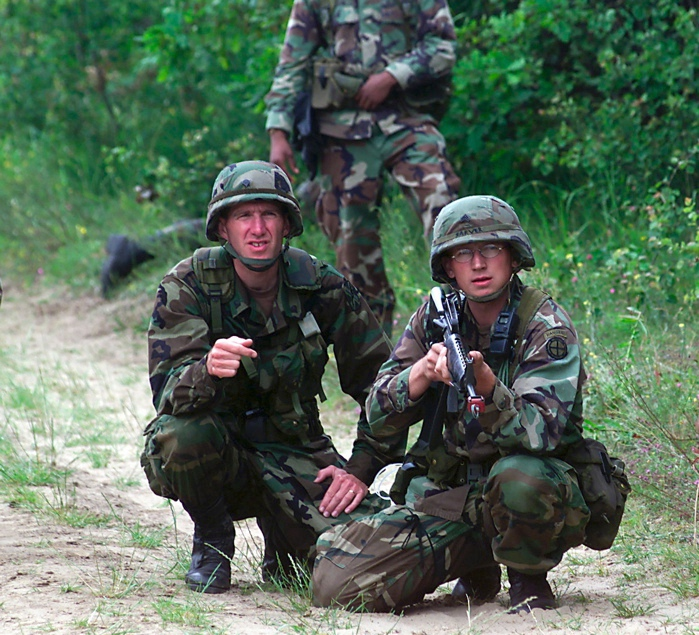
Żołnierze w mundurach BDU - kamuflażWoodland

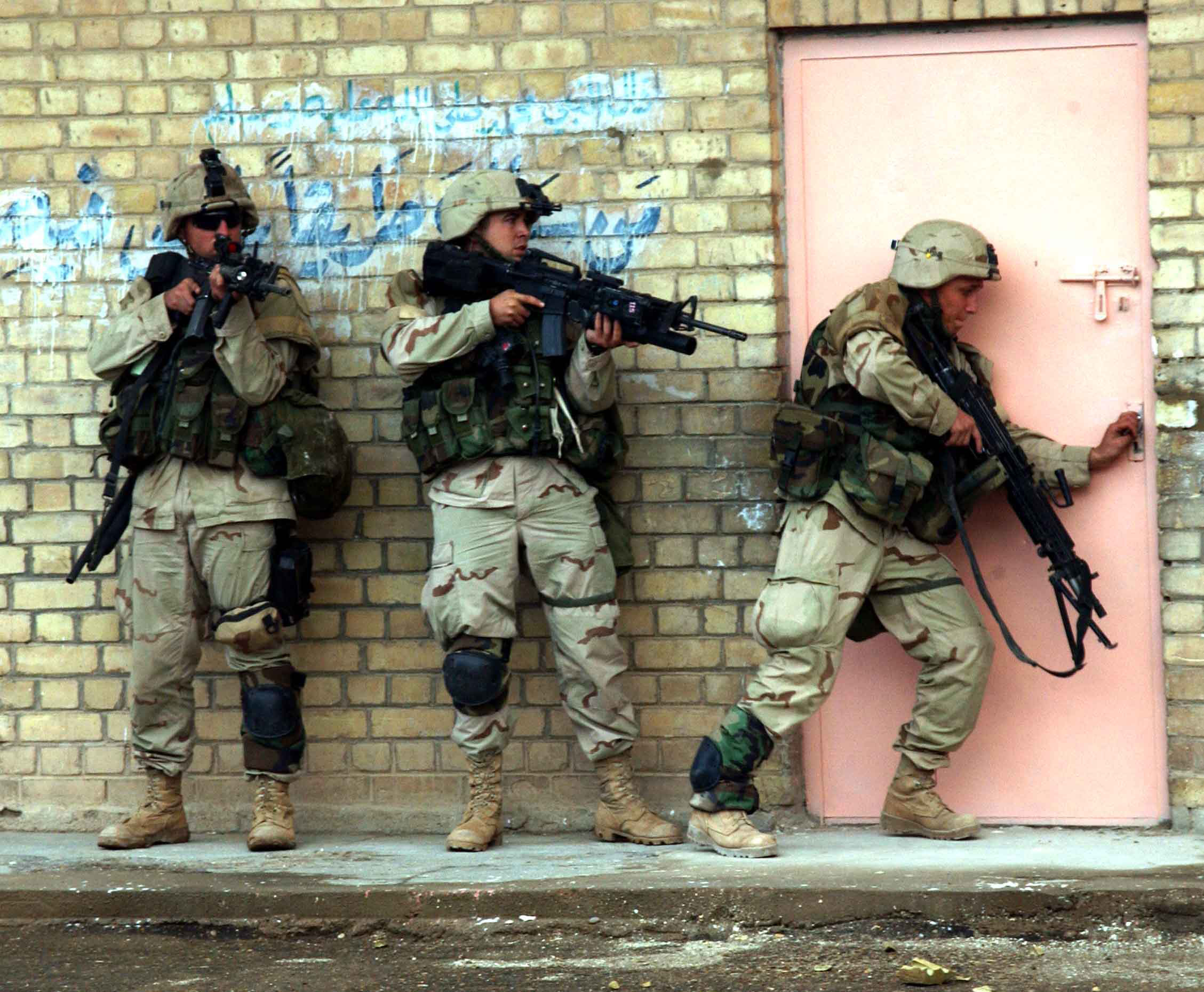
Żołnierze w mundurach Desert Camouflage Uniform (DCU)

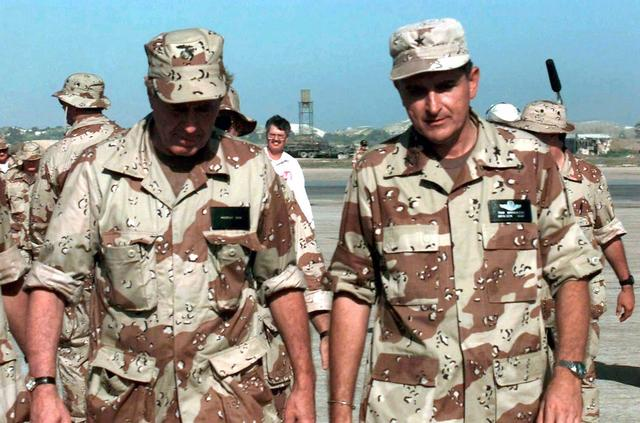
George H.W. Bush i Thomas Mikolajcik w mundurach desert battle dress uniform (DBDU)

Mundur BDU (właściwie battle dress uniform) – polowe umundurowanie sił zbrojnych USA w latach 1981-2008. Używane zarówno przez USAF, US Army, US Navy, Marines i siły specjalne.

## Historia
Mundur BDU wszedł do służby we wrześniu 1981. Mundur posiadał nowy kamuflaż - Woodland, wprowadzony w tym samym roku do US Army. Zarówno krój jak i kamuflaż wywodzi się w prostej linii od munduru ERDL. BDU miał zastąpić starsze typy mundurów polowych w kolorze oliwkowym. Mundur był wykonany z tkaniny NYCO (50% bawełny, 50% nylonu) w splocie skośnym (twill). W 1989 wprowadzono też wersję dostosowaną do klimatu tropikalnego - wykonana była z 100% bawełny w splocie typu rip-stop (charakterystyczna kratka), później stosowano mieszankę bawełny z nylonem. Mundury BDU od roku 2008 są powoli zastępowane przez ACU.

## Krój umundurowania

### Bluza
Bluza posiada klasyczny kołnierz, całość zapinana jest na 5 guzików. Posiada 4 kieszenie zapinane na guziki. Bluza nie posiada naramienników (stopnie naszywane są na kołnierzu). Na łokciach naszyto wzmocnienia z dodatkowej warstwy materiału.

### Spodnie
Spodnie posiadają 6 kieszeni: 2 wpuszczane na biodrach, 2 z boku ud z fałdami powiększającymi i 2 umieszczone z tyłu. Kieszenie udowe oraz tylne zapinane są na guziki. Rozporek spodni również zapinany jest na guziki. Na kolanach i w okolicy krocza naszyto wzmocnienia z dodatkowej warstwy materiału.

## Wersje i modyfikacje munduru BDU
Mundur BDU przez cały czas służby ewoluował i powstawało wiele wersji w zależności od przeznaczenia. Do najważniejszych należą:
- battle dress uniform (BDU) wersja z tkaniny NYCO w splocie skośnym. Produkowana od roku 1981. Kamuflaż woodland.
- hot weather battle dress uniform (HWBDU) wersja z tkaniny 100% bawełna w splocie rip-stop. Produkowana od roku 1986. Kamuflaż woodland. Wersja na klimat tropikalny pozbawiona wzmocnień na łokciach i kolanach[1].
- enhanced Hot weather battle dress uniform (EHWBDU) wersja na klimat tropikalny z tkaniny NYCO rip-stop. Wprowadzona w roku 1996, całkowicie wyparła HWBDU. Kamuflaż woodland[4].
- desert battle dress uniform (DBDU) wersja z tkaniny NYCO w splocie skośnym. Produkowana od roku 1981. Kamuflaż 6 Color Desert Pattern. Wersja przeznaczona na tereny pustynne. Posiada dodatkową warstwę tkaniny w okolicach karku[1].
- experimental desert battle dress uniform (EDBDU) wersja z tkaniny 100% bawełna w splocie rip-stop. Kamuflaż 6 Color Desert Pattern. Była to wersja unowocześniona, przeznaczona na tereny pustynne. Nie posiada wzmocnień, ani dodatkowej warstwy tkaniny w okolicach karku. Wszystkie kieszenie spodni i bluzy zapinane są na rzepy[1].
- desert camouflage uniform (DCU) wersja z tkaniny NYCO w splocie skośnym. Produkowana od roku 1990. Kamuflaż 3 Color Desert Pattern. Wersja przeznaczona na tereny pustynne, następca DBDU[1].
- hot weather desert camouflage uniform (HWDCU) wersja z tkaniny 100% bawełna w splocie rip-stop. Produkowana od roku 1990. Kamuflaż 3 Color Desert Pattern. Wersja przeznaczona na tereny pustynne, szybko zastąpiona wersja z tkaniny NYCO rip-stop.

Powstało też wiele innych wersji, m.in. w testowych wersjach kamuflażu (np. T-pattern). Oprócz tego powstało też wiele różnych kopii, w różnorakich kamuflażach i o różnym składzie materiału.
Niektórzy żołnierze (zwłaszcza oddziałów specjalnych) próbując zwiększyć wartość bojową swojego munduru, przeszywali dolne kieszenie bluzy na rękawy oraz wszywali rzepy zamiast guzików. Tą wersje nazywano RAID.

## Następcy BDU
Mundur BDU został zastąpiony przez kilka nowych wzorów. Wycofanie BDU spowodowane było dość wiekowym krojem, który już nie tak dobrze spełniała swoją role na nowoczesnym polu walki. W wojskach lądowych został zastąpiony przez ACU, w lotnictwie przez ABU, a w marynarce NWU. Marines zamieniło swoje BDU na MCCUU.